# Ronde van Duitsland 1911
Dwars door Duitsland 1911 was de eerste editie van de Ronde van Duitsland. De Duitser Hans Ludwig schreef het klassement op zijn naam, nadat hij al op de eerste dag de leiding had gegrepen. De koers werd niet op tijd, maar op punten beslist. Degene met de minste punten werd de uiteindelijke winnaar. Zijn titel verdedigen kon Ludwig niet: de volgende editie zou pas elf jaar later, in 1922, worden verreden. Hans Ludwig stopte met koersen toen in 1914 de Eerste Wereldoorlog uitbrak.

## Etappenschema
| Etappe | Datum  | Start – Finish        | km  | Etappewinnaar   | Klassementleider |
| ------ | ------ | --------------------- | --- | --------------- | ---------------- |
| 1      | 21 mei | Breslau – Dresden     | 256 | Hans Ludwig     | Hans Ludwig      |
| 2      | 22 mei | Dresden – Erfurt      | 301 | Adolf Huschke   | Adolf Huschke    |
| 3      | 23 mei | Erfurt – Neurenberg   | 262 | Adolf Huschke   | Adolf Huschke    |
| 4      | 24 mei | Neurenberg – Mannheim | 276 | Erich Aberger   | Adolf Huschke    |
| 5      | 25 mei | Mannheim – Bingen     | 273 | Thomas Hartmann | Adolf Huschke    |
| 6      | 27 mei | Keulen – Aken         | 125 | Erich Aberger   | Hans Ludwig      |

## Eindklassement
|   | Renner        | Punten |
| - | ------------- | ------ |
| 1 | Hans Ludwig   | 32     |
| 2 | Adolf Huschke | 34     |
| 3 | Hans Hartmann | 39     |